# Pyrinia antoniata
Pyrinia antoniata là một loài bướm đêm trong họ Geometridae.